# Periódico El Lorquino
Periódico El Lorquino es un medio de comunicación digital de la Región de Murcia (España) en activo desde marzo del año 2015. 
Pertenece al Grupo de Comunicación El Lorquino Sociedad Cooperativa. En el año 2020 su audiencia superó los 1,6 millones de usuarios únicos y obtuvo más de 7 millones de visitas. La Redacción se encuentra ubicada en la ciudad de Lorca. 

## Historia
El Lorquino nació el 31 de marzo de 1861, cuando salió publicado en formato impreso su primer ejemplar informativo en las calles de la ciudad de Lorca. Por entonces, era un periódico semanal, que contaba noticias de la comarca, de corte conservador y antiliberal. Tuvo un primer período de actividad desde el año 1860 hasta 1880, teniendo una época de inactividad durante la primera mitad del siglo XX. Volvió a publicarse desde 1952 a 1957. 
Ya en el siglo XXI volvió a editarse en 2015 como periódico digital, con noticias de la Región de Murcia, y otras temáticas.